# Muravera
Muravera (sardisk: Murèra) er en by og en kommune (comune) i provinsen Sud Sardegna i regionen Sardinien i Italien. Byen ligger i 9 meters højde og har 5.262 indbyggere (2016). Kommunen har et areal på 93,51 km² og grænser til kommunerne Castiadas, San Vito og Villaputzu.